# Commission de la statistique fédérale
La commission suisse de la statistique fédérale est une commission extra-parlementaire suisse chargée de contrôler le programme de statistique fédéral.
Elle est un organe de consultation du Conseil fédéral, de l'Office fédéral de la statistique et des autres producteurs de statistiques de la Confédération. Elle réunit des représentants des cantons et des communes, de l'économie, des partenaires sociaux, des milieux scientifiques, de la Banque nationale et de l'administration fédérale. La commission a été constituée le 10 novembre 1993, date de la nomination de ses membres par le Conseil fédéral. Elle a pour bases légales la loi du 9 octobre 1992 sur la statistique fédérale et l’ordonnance du 30 juin 1993 concernant l’exécution des relevés statistiques fédéraux.
La commission est placée sous l’autorité du Département fédéral de l'intérieur. Elle est présidée par un représentant ou une représentante des milieux scientifiques et elle se réunit en règle générale trois fois par an.

## Tâches de la Commission de la statistique fédérale
La commission de la statistique fédérale a pour tâche essentielle d'assurer le suivi des travaux d'élaboration du programme pluriannuel de la statistique fédérale et d'en contrôler la réalisation. À ce titre, elle établit notamment un rapport annuel sur l’état et l’évolution de la statistique fédérale à l’intention du Conseil fédéral. 
La commission de la statistique fédérale est également chargée d’adopter les recommandations et les directives émises par l’Office fédéral de la statistique (OFS), d’expertiser des projets d’introduction, de suppression ou de modification de statistiques importantes et des projets transversaux de grand intérêt.
Enfin, la Commission de la statistique fédérale a la compétence de promouvoir la collaboration et la coordination des producteurs officiels de statistique et d’évaluer la politique de diffusion d’informations statistiques. 
De manière générale, le rôle de la Commission de la statistique fédérale consiste à veiller à ce que la statistique publique réponde aux exigences d'une société démocratique et à contribuer à l'évaluation des besoins futurs en informations statistiques.

### Programme pluriannuel de la statistique
En collaboration avec les autres services statistiques de la Confédération et après consultation des milieux intéressés, l’Office fédéral de la statistique établit pour chaque législature un programme pluriannuel (PPA) de la statistique fédérale. Ce programme se fonde sur la loi sur la statistique fédérale et sert à assurer une planification transparente et complète de la statistique fédérale. Il renseigne sur les principales activités de la statistique fédérale, sur les ressources financières et humaines que la Confédération doit investir pour les mener à bien et sur la future coopération internationale. Il donne en outre la possibilité au Parlement de vérifier l’adéquation des activités statistiques prévues avec ses objectifs politiques et de s’exprimer sur le sujet.